# Obersteinebach
Obersteinebach é um município da Alemanha localizada no distrito de Altenkirchen, na associação municipal de Verbandsgemeinde Flammersfeld, no estado da Renânia-Palatinado.

## População
| - 1815 – 106 - 1835 – 120 - 1871 – 128 - 1905 – 170 - 1939 – 178 - 1950 – 198 | - 1961 – 202 - 1965 – 206 - 1970 – 185 - 1975 – 197 - 1980 – 206 - 1985 – 217 | - 1987 – 186 - 1990 – 227 - 1995 – 217 - 2000 – 243 - 2005 – 235 |